# Franciaország az 1984. évi nyári olimpiai játékokon
Franciaország az egyesült államokbeli Los Angelesben megrendezett 1984. évi nyári olimpiai játékok egyik részt vevő nemzete volt. Az országot az olimpián 21 sportágban 238 sportoló képviselte, akik összesen 28 érmet szereztek.

## Érmesek
| Érem  | Versenyző | Sportág       | Versenyszám               |
| ----- | --- | ------------- | ------------------------- |
| Arany | Pierre Quinon | Atlétika      | Férfi rúdugrás            |
| Arany | Nemzeti válogatott Albert Rust William Ayache Michel Bibard Dominique Bijotat François Brisson Patrick Cubaynes Patrice Garande Philippe Jeannol Guy Lacombe Jean-Claude Lemoult Jean-Philippe Rohr Didier Sénac Jean-Christophe Thouvenel José Touré Daniel Xuereb Jean-Louis Zanon | Labdarúgás    | Férfi                     |
| Arany | Philippe Hébérle | Sportlövészet | Férfi légpuska            |
| Arany | Philippe Boisse | Vívás         | Férfi párbajtőr, egyéni   |
| Arany | Jean-François Lamour | Vívás         | Férfi kard, egyéni        |
| Ezüst | Angelo Parisi | Cselgáncs     | Férfi nehézsúly           |
| Ezüst | Joseph Mahmoud | Atlétika      | Férfi 3000 m akadály      |
| Ezüst | Bernard Brégeon Patrick Lefoulon | Kajak-kenu    | Férfi kajak kettes 1000 m |
| Ezüst | Michel Bury | Sportlövészet | Férfi sportpuska fekvő    |
| Ezüst | Frédéric Delcourt | Úszás         | Férfi 200 m hát           |
| Ezüst | Philippe Boisse Jean-Michel Henry Olivier Lenglet Philippe Riboud Michel Salesse | Vívás         | Férfi párbajtőr, csapat   |
| Ezüst | Jean-François Lamour Pierre Guichot Hervé Granger-Veyron Philippe Delrieu Franck Ducheix | Vívás         | Férfi kard, csapat        |
| Bronz | Thierry Vigneron | Atlétika      | Férfi rúdugrás            |
| Bronz | Michèle Chardonnet | Atlétika      | Női 100 m gát             |
| Bronz | Marc Alexandre | Cselgáncs     | Férfi harmatsúly          |
| Bronz | Michel Nowak | Cselgáncs     | Férfi váltósúly           |
| Bronz | Christophe Tiozzo | Ökölvívás     | Nagyváltósúly             |
| Bronz | Bernard Brégeon | Kajak-kenu    | Férfi kajak egyes 500 m   |
| Bronz | François Barouh Philippe Boccara Pascal Boucherit Didier Vavasseur | Kajak-kenu    | Férfi kajak négyes 1000 m |
| Bronz | Didier Hoyer Éric Renaud | Kajak-kenu    | Férfi kenu kettes 1000 m  |
| Bronz | Fabrice Colas | Kerékpározás  | Férfi egyéni időfutam     |
| Bronz | Paul Four Didier Boubé Joël Bouzou | Öttusa        | Csapat                    |
| Bronz | Philippe Vatuone | Torna         | Férfi talaj               |
| Bronz | Catherine Poirot | Úszás         | Női 100 m mell            |
| Bronz | Luc Pillot Thierry Péponnet | Vitorlázás    | 470-es osztály            |
| Bronz | Frédéric Pietruszka Pascal Jolyot Patrick Groc Philippe Omnès Marc Cerboni | Vívás         | Férfi tőr, csapat         |
| Bronz | Philippe Riboud | Vívás         | Férfi párbajtőr, egyéni   |
| Bronz | Laurence Modaine-Cessac Pascale Trinquet-Hachin Brigitte Latrille-Gaudin Véronique Brouquier Anne Meygret | Vívás         | Női tőr, csapat           |

## Atlétika
Férfi
| Versenyző                                                               | Versenyszám     | Előfutam | Előfutam | Előfutam | Negyeddöntő | Negyeddöntő | Negyeddöntő | Elődöntő | Elődöntő | Elődöntő | Döntő         | Döntő         |
| Versenyző                                                               | Versenyszám     | Idő      | Hely.    | Össz.    | Idő         | Hely.       | Össz.       | Idő      | Hely.    | Össz.    | Idő           | Helyezés      |
| ----------------------------------------------------------------------- | --------------- | -------- | -------- | -------- | ----------- | ----------- | ----------- | -------- | -------- | -------- | ------------- | ------------- |
| Marc Gasparoni                                                          | 100 m           | 10,47    | 4.       | 18.*     | 10,56       | 3.          | 23.*        | 10,49    | 7.       | 10.      | kiesett       | kiesett       |
| Bruno Marie-Rose                                                        | 100 m           | 10,59    | 3.       | 33.      | 10,60       | 6.          | 29.*        | kiesett  | kiesett  | kiesett  | kiesett       | kiesett       |
| Antoine Richard                                                         | 100 m           | 10,35    | 2.       | 5.**     | 10,53       | 6.          | 19.*        | kiesett  | kiesett  | kiesett  | kiesett       | kiesett       |
| Jean-Jacques Boussemart                                                 | 200 m           | 20,82    | 2.       | 8.       | 20,54       | 2.          | 6.          | 20,55    | 4.       | 5.       | 20,55         | 6.            |
| Patrick Barré                                                           | 200 m           | 20,88    | 1.       | 10.*     | 20,95       | 6.          | 18.         | kiesett  | kiesett  | kiesett  | kiesett       | kiesett       |
| Aldo Canti                                                              | 400 m           | 46,14    | 2.       | 17.*     | 45,64       | 4.          | 14.         | 45,59    | 5.       | 11.      | kiesett       | kiesett       |
| Yann Quentrec                                                           | 400 m           | 46,94    | 4.       | 38.      | kiesett     | kiesett     | kiesett     | kiesett  | kiesett  | kiesett  | kiesett       | kiesett       |
| Hector Llatser                                                          | 400 m           | 47,30    | 6.       | 47.      | kiesett     | kiesett     | kiesett     | kiesett  | kiesett  | kiesett  | kiesett       | kiesett       |
| Philippe Dupont                                                         | 800 m           | 1:48,09  | 3.       | 35.      | 1:48,95     | 8.          | 30.         | kiesett  | kiesett  | kiesett  | kiesett       | kiesett       |
| Pascal Thiébaut                                                         | 1500 m          | 3:45,18  | 1.       | 24.      |             |             |             | 3:40,96  | 9.       | 19.      | kiesett       | kiesett       |
| Alex Gonzalez                                                           | 1500 m          | 3:42,84  | 5.       | 21.      |             |             |             | kiesett  | kiesett  | kiesett  | kiesett       | kiesett       |
| Alain Lazare                                                            | Maraton         |          |          |          |             |             |             |          |          |          | 2:17:52       | 28.           |
| Jacky Boxberger                                                         | Maraton         |          |          |          |             |             |             |          |          |          | 2:22:00       | 42.           |
| Stéphane Caristan                                                       | 110 m gát       | 13,45    | 2.       | 3.       |             |             |             | 13,62    | 3.       | 6.       | 13,71         | 6.            |
| Franck Chevallier                                                       | 110 m gát       | 14,32    | 5.       | 18.      |             |             |             | kiesett  | kiesett  | kiesett  | kiesett       | kiesett       |
| Franck Jonot                                                            | 400 m gát       | 51,39    | 5.       | 33.      |             |             |             | kiesett  | kiesett  | kiesett  | kiesett       | kiesett       |
| Gérard Brunel                                                           | 400 m gát       | 50,99    | 6.       | 26.      |             |             |             | kiesett  | kiesett  | kiesett  | kiesett       | kiesett       |
| Joseph Mahmoud                                                          | 3000 m akadály  | 8:30,85  | 3.       | 16.      |             |             |             | 8:18,62  | 4.*      | 4.*      | 8:13,31       |               |
| Pascal Debacker                                                         | 3000 m akadály  | 8:30,35  | 6.       | 15.      |             |             |             | 8:20,34  | 2.       | 8.       | 8:21,51       | 8.            |
| Martial Fesselier                                                       | 20 km gyaloglás |          |          |          |             |             |             |          |          |          | 1:29:46       | 20.           |
| Gérard Lelièvre                                                         | 20 km gyaloglás |          |          |          |             |             |             |          |          |          | 1:27:50       | 15.           |
| Gérard Lelièvre                                                         | 50 km gyaloglás |          |          |          |             |             |             |          |          |          | nem ért célba | nem ért célba |
| Dominique Guebey                                                        | 50 km gyaloglás |          |          |          |             |             |             |          |          |          | 4:13:34       | 12.           |
| Antoine Richard Jean-Jacques Boussemart Marc Gasparoni Bruno Marie-Rose | 4 × 100 m váltó | 40,04    | 3.       | 9.       |             |             |             | 38,91    | 4.       | 5.       | 39,10         | 6.            |
| Yann Quentrec Didier Dubois Jacques Fellice Aldo Canti                  | 4 × 400 m váltó | 3:08,33  | 4.       | 17.      |             |             |             | kiesett  | kiesett  | kiesett  | kiesett       | kiesett       |

| Versenyző         | Versenyszám   | Selejtező | Selejtező | Döntő                    | Döntő                    |
| Versenyző         | Versenyszám   | Eredmény  | Helyezés  | Eredmény                 | Helyezés                 |
| ----------------- | ------------- | --------- | --------- | ------------------------ | ------------------------ |
| Franck Verzy      | Magasugrás    | 215 cm    | 24.       | kiesett                  | kiesett                  |
| Pierre Quinon     | Rúdugrás      | 540 cm    | 5.        | 575 cm                   |                          |
| Thierry Vigneron  | Rúdugrás      | 545 cm    | 1.        | 560 cm                   |                          |
| Serge Ferreira    | Rúdugrás      | 530 cm    | 10.       | érvényes kísérlet nélkül | érvényes kísérlet nélkül |
| Walter Ciofani    | Kalapácsvetés | 73,10 m   | 6.        | 73,46 m                  | 7.                       |
| Jean-Paul Lakafia | Gerelyhajítás | 80,52 m   | 11.       | 70,86 m                  | 12.                      |

| Versenyző     | Versenyszám | 100 m | 100 m | Távolugrás | Távolugrás | Súlylökés | Súlylökés | Magasugrás | Magasugrás | 400 m | 400 m | 110 m gát | 110 m gát | Diszkoszvetés | Diszkoszvetés | Rúdugrás | Rúdugrás | Gerelyhajítás | Gerelyhajítás | 1500 m  | 1500 m | Végeredmény | Végeredmény |
| Versenyző     | Versenyszám | Idő   | Pont  | Eredmény   | Pont       | Eredmény  | Pont      | Eredmény   | Pont       | Idő   | Pont  | Idő       | Pont      | Eredmény      | Pont          | Eredmény | Pont     | Eredmény      | Pont          | Idő     | Pont   | Pont        | Helyezés    |
| ------------- | ----------- | ----- | ----- | ---------- | ---------- | --------- | --------- | ---------- | ---------- | ----- | ----- | --------- | --------- | ------------- | ------------- | -------- | -------- | ------------- | ------------- | ------- | ------ | ----------- | ----------- |
| William Motti | Tízpróba    | 11,28 | 738   | 745 cm     | 911        | 14,42 m   | 754       | 206 cm     | 909        | 48,13 | 892   | 14,71     | 880       | 50,92 m       | 888           | 450 cm   | 932      | 63,76 m       | 807           | 4:35,15 | 555    | 8266        | 5.          |

Női
| Versenyző                                                            | Versenyszám     | Előfutam | Előfutam | Előfutam | Negyeddöntő | Negyeddöntő | Negyeddöntő | Elődöntő | Elődöntő | Elődöntő | Döntő   | Döntő    |
| Versenyző                                                            | Versenyszám     | Idő      | Hely.    | Össz.    | Idő         | Hely.       | Össz.       | Idő      | Hely.    | Össz.    | Idő     | Helyezés |
| -------------------------------------------------------------------- | --------------- | -------- | -------- | -------- | ----------- | ----------- | ----------- | -------- | -------- | -------- | ------- | -------- |
| Rose-Aimée Bacoul                                                    | 200 m           | 23,11w   | 2.       | 5.       | 22,57       | 1.          | 4.          | 22,53    | 4.       | 5.       | 22,78   | 7.       |
| Rose-Aimée Bacoul                                                    | 100 m           | 11,36    | 2.       | 8.       | 11,37       | 2.          | 4.          | 11,58    | 5.       | 10.      | kiesett | kiesett  |
| Marie-France Loval                                                   | 100 m           | 11,51    | 3.       | 13.*     | 11,56       | 3.          | 13.*        | 11,64    | 6.       | 12.      | kiesett | kiesett  |
| Liliane Gaschet                                                      | 100 m           | 11,42    | 2.       | 10.      | 11,51       | 4.          | 10.*        | 11,68    | 7.       | 13.      | kiesett | kiesett  |
| Liliane Gaschet                                                      | 200 m           | 23,32    | 3.       | 10.      | 22,87       | 2.          | 7.          | 22,73    | 4.       | 8.       | 22,86   | 8.       |
| Raymonde Naigre                                                      | 200 m           | 23,50    | 3.       | 15.      | 23,54       | 5.          | 18.         | kiesett  | kiesett  | kiesett  | kiesett | kiesett  |
| Annette Sergent-Palluy                                               | 3000 m          | 9:15,82  | 7.       | 21.      |             |             |             |          |          |          | kiesett | kiesett  |
| Michèle Chardonnet                                                   | 100 m gát       | 13,32    | 2.       | 5.**     |             |             |             | 13,09    | 2.       | 2.       | 13,06   | *        |
| Marie-Noëlle Savigny                                                 | 100 m gát       | 13,36    | 3.       | 9.       |             |             |             | 13,30    | 3.       | 7.       | 13,28   | 6.       |
| Laurence Elloy-Machabey                                              | 100 m gát       | 13,98    | 5.       | 20.      |             |             |             | kiesett  | kiesett  | kiesett  | kiesett | kiesett  |
| Rose-Aimée Bacoul Liliane Gaschet Marie-France Loval Raymonde Naigre | 4 × 100 m váltó | 43,64    | 3.       | 5.       |             |             |             |          |          |          | 43,15   | 4.       |

| Versenyző          | Versenyszám | Selejtező | Selejtező | Döntő    | Döntő    |
| Versenyző          | Versenyszám | Eredmény  | Helyezés  | Eredmény | Helyezés |
| ------------------ | ----------- | --------- | --------- | -------- | -------- |
| Maryse Éwanjé-Épée | Magasugrás  | 190 cm    | 1.        | 194 cm   | 4.       |
| Brigitte Rougeron  | Magasugrás  | 184 cm    | 20.       | kiesett  | kiesett  |

| Versenyző         | Versenyszám | 100 m gát | 100 m gát | Magasugrás | Magasugrás | Súlylökés | Súlylökés | 200 m | 200 m | Távolugrás | Távolugrás | Gerelyhajítás | Gerelyhajítás | 800 m      | 800 m      | Végeredmény   | Végeredmény   |
| Versenyző         | Versenyszám | Idő       | Pont      | Eredmény   | Pont       | Eredmény  | Pont      | Idő   | Pont  | Eredmény   | Pont       | Eredmény      | Pont          | Idő        | Pont       | Pont          | Helyezés      |
| ----------------- | ----------- | --------- | --------- | ---------- | ---------- | --------- | --------- | ----- | ----- | ---------- | ---------- | ------------- | ------------- | ---------- | ---------- | ------------- | ------------- |
| Florence Picaut   | Hétpróba    | 13,83     | 888       | 180 cm     | 1031       | 13,08 m   | 785       | 25,09 | 839   | 592 cm     | 888        | 34,86 m       | 683           | 2:19,17    | 800        | 5914          | 13.           |
| Chantal Beaugeant | Hétpróba    | 13,81     | 890       | 168 cm     | 915        | 11,36 m   | 679       | 25,84 | 775   | nem indult | nem indult | nem indult    | nem indult    | nem indult | nem indult | nem ért célba | nem ért célba |

* - egy másik versenyzővel azonos eredményt ért el

** - két másik versenyzővel azonos eredményt ért el

## Birkózás
Kötöttfogású
| Versenyző              | Versenyszám | Vigaszágas kiesés | Vigaszágas kiesés | 5. helyért                   | Bronz- mérkőzés   | Döntő             | Helyezés    |
| Versenyző              | Versenyszám | Ellenfél Eredmény | Hely.             | Ellenfél Eredmény            | Ellenfél Eredmény | Ellenfél Eredmény | Helyezés    |
| ---------------------- | ----------- | --- | ----------------- | ---------------------------- | ----------------- | ----------------- | ----------- |
| Jean-Pierre Chambellan | 52 kg       | A csoport · Pang Dedu (Bang Dae-Du) (KOR) · 0–12 · Mijahara Acudzsi (JPN) · 0–12 | 5.                | kiesett                      | kiesett           | kiesett           | helyezetlen |
| Patrice Mourier        | 57 kg       | B csoport · Niculae Zamfir (ROU) · 2–8 · Pak Bjongho (Park Byeong-Hyo) (KOR) · kétvállas | 6.                | kiesett                      | kiesett           | kiesett           | helyezetlen |
| Gilles Jalabert        | 62 kg       | A csoport · Doug Yeats (CAN) · 1–0 · Daniel Navarrete (ARG) · 13–0 · Bernd Gabriel (FRG) · 0–12 Kent-Olle Johansson (SWE) · 0–0 (bírói)                                                                                         | 5.                | kiesett                      | kiesett           | kiesett           | helyezetlen |
| Martial Mischler       | 74 kg       | A csoport · Issam Awarke (LIB) · 13–0 · Mukai Takahiro (JPN) · 13–1 · Kim Jongnam (Kim Yeong-Nam) (KOR) · 3–7 · a 4. fordulóban erőnyerő · Döntő · Roger Tallroth (SWE) · passzivitás · Kim Jongnam (Kim Yeong-Nam) (KOR) · 3–7 | 3.                | Karlo Kasap (YUG) · 3–6      |                   |                   | 6.          |
| Jean-François Court    | 90 kg       | B csoport · Franz Marx (AUT) · 13–4 · Hasze Hirosi (JPN) · 4–0 · Döntő · Ilie Matei (ROU) · passzivitás · Uwe Sachs (FRG) · 0–0 (bírói)                                                                                         | 3.                | Georgios Pozidis (GRE) · 4–2 |                   |                   | 5.          |

Szabadfogású
| Versenyző       | Versenyszám | Vigaszágas kiesés | Vigaszágas kiesés | 5. helyért        | Bronz- mérkőzés   | Döntő             | Helyezés    |
| Versenyző       | Versenyszám | Ellenfél Eredmény | Hely.             | Ellenfél Eredmény | Ellenfél Eredmény | Ellenfél Eredmény | Helyezés    |
| --------------- | ----------- | --- | ----------------- | ----------------- | ----------------- | ----------------- | ----------- |
| Thierry Bourdin | 52 kg       | A csoport · Arslan Seyhanlı (TUR) · 4–14 · Fritz Niebler (FRG) · 4–5                                                             | 8.                | kiesett           | kiesett           | kiesett           | helyezetlen |
| Gérard Sartoro  | 62 kg       | B csoport · Daniel Navarrete (ARG) · 9–1 · Leonardo Camacho (BOL) · 10–2 · Antonio La Bruna (ITA) · 0–5 · Cris Brown (AUS) · 0–8 | 4.                | kiesett           | kiesett           | kiesett           | 8.          |
| Eric Brulon     | 68 kg       | B csoport · Ju Inthak (Yu In-Tak) (KOR) · 1–13 · Ivan Valladares (PER) · kétvállas · Jagmander Singh (IND) · 5–10                | 6.                | kiesett           | kiesett           | kiesett           | helyezetlen |

## Cselgáncs
| Versenyző           | Versenyszám  | Csoport | Selejtező                | 32-es főtábla                            | Nyolcaddöntő                 | Negyeddöntő                              | Elődöntő                     | Vigaszág nyolcaddöntő | Vigaszág negyeddöntő         | Vigaszág elődöntő         | Bronz- mérkőzés              | Döntő                   | Helyezés |
| Versenyző           | Versenyszám  | Csoport | Ellenfél Eredmény        | Ellenfél Eredmény                        | Ellenfél Eredmény            | Ellenfél Eredmény                        | Ellenfél Eredmény            | Ellenfél Eredmény     | Ellenfél Eredmény            | Ellenfél Eredmény         | Ellenfél Eredmény            | Ellenfél Eredmény       | Helyezés |
| ------------------- | ------------ | ------- | ------------------------ | ---------------------------------------- | ---------------------------- | ---------------------------------------- | ---------------------------- | --------------------- | ---------------------------- | ------------------------- | ---------------------------- | ----------------------- | -------- |
| Guy Delvingt        | Légsúly      | A       |                          | Csang Kuo-csün (Zhang Guojun) (CHN) · GY | Gino Ciampa (AUS) · GY       | Kim Dzsejop (Kim Jae-Yeop) (KOR) · V     |                              |                       |                              | Carlos Sotillo (ESP) · V  | Ed Liddie (USA) · V          |                         | 5.       |
| Marc Alexandre      | Harmatsúly   | A       | erőnyerő                 | Max Narváez (PAR) · GY                   | Brad Farrow (CAN) · GY       | Franc Očko (YUG) · GY                    | Macuoka Josijuki (JPN) · V   |                       |                              |                           | Stephen Gawthorpe (GBR) · GY |                         |          |
| Serge Dyot          | Könnyűsúly   | A       |                          | Ezio Gamba (ITA) · V                     |                              |                                          |                              |                       | Johannes Wohlwend (LIE) · GY | Glenn Beauchamp (CAN) · V | kiesett                      |                         | 7.       |
| Michel Nowak        | Váltósúly    | A       | Graeme Spinks (NZL) · GY | Moshe Ponte (ISR) · GY                   | Seppo Myllylä (FIN) · GY     | Neil Adams (GBR) · V                     |                              |                       |                              | Rob Henneveld (NED) · GY  | Filip Leščak (YUG) · GY      |                         |          |
| Fabien Canu         | Középsúly    | A       |                          | Clément Nzali (CMR) · GY                 | Marc Meiling (FRG) · GY      | Pak Gjongho (Park Gyeong-Ho) (KOR) · GY  | Peter Seisenbacher (AUT) · V |                       |                              |                           | Nosze Szeiki (JPN) · V       |                         | 5.       |
| Roger Vachon        | Félnehézsúly | A       |                          | Robert Köstenberger (AUT) · V            | kiesett                      | kiesett                                  | kiesett                      |                       |                              |                           |                              |                         | 18.      |
| Angelo Parisi       | Nehézsúly    | A       |                          |                                          | Sherif El-Digwy (EGY) · GY   | Cso Jongcshol (Jo Yong-Cheol) (KOR) · GY | Doug Nelson (USA) · GY       |                       |                              |                           |                              | Szaitó Hitosi (JPN) · V |          |
| Laurent del Colombo | Nyílt        | B       |                          |                                          | Kolbeinn Gíslason (ISL) · GY | Kim Gvanhjon (Kim Gwan-Hyeon) (KOR) · GY | Jamasita Jaszuhiro (JPN) · V |                       |                              |                           | Arthur Schnabel (FRG) · V    |                         | 5.       |

## Evezés
Férfi
| Versenyző | Versenyszám      | Előfutam | Előfutam | Vigaszág | Vigaszág | Elődöntő | Elődöntő | Döntő | Döntő   | Döntő | Helyezés |
| Versenyző | Versenyszám      | Idő      | Hely.    | Idő      | Hely.    | Idő      | Hely.    | Típus | Idő     | Hely. | Helyezés |
| --- | ---------------- | -------- | -------- | -------- | -------- | -------- | -------- | ----- | ------- | ----- | -------- |
| Denis Gaté | Egypárevezős     | 7:41,22  | 5.       | 7:31,55  | 3.       | 8:00,33  | 6.       | B     | 7:37,82 | 6.    | 12.      |
| Charles Imbert Jean-Pierre Bremer Christophe Chevrier | Kormányos kettes | 7:32,20  | 5.       | 7:26,98  | 3.       |          |          | B     | 7:32,48 | 3.    | 9.       |
| Marc Boudoux Serge Fornara Pascal Body Pascal Dubosquelle | Négypárevezős    | 6:05,18  | 4.       | 6:08,44  | 1.       |          |          | A     | 6:01,35 | 5.    | 5.       |
| Alain Duprat Dominique Lecointe Thierry Louvet Patrick Vibert-Vichet Jacques Taborski Jean-Jacques Martigne Olivier Pons Bernard Chevalier Jean-Pierre Huguet-Balent | Nyolcas          | 5:59,81  | 4.       | 6:18,71  | 5.       |          |          | A     | 5:49,52 | 6.    | 6.       |

Női
| Versenyző                                                                            | Versenyszám             | Előfutam | Előfutam | Vigaszág | Vigaszág | Elődöntő | Elődöntő | Döntő   | Döntő   | Döntő   | Helyezés    |
| Versenyző                                                                            | Versenyszám             | Idő      | Hely.    | Idő      | Hely.    | Idő      | Hely.    | Típus   | Idő     | Hely.   | Helyezés    |
| ------------------------------------------------------------------------------------ | ----------------------- | -------- | -------- | -------- | -------- | -------- | -------- | ------- | ------- | ------- | ----------- |
| Laurence Hourdel                                                                     | Egypárevezős            | 4:00,27  | 5.       | 3:59,60  | 4.       | kiesett  | kiesett  | kiesett | kiesett | kiesett | helyezetlen |
| Évelyne Imbert Lydie Dubedat-Briero Christine Gossé Hélène Ledoux Patricia Couturier | Kormányos négypárevezős | 3:18,88  | 2.       | 3:19,01  | 3.       |          |          | A       | 3:17,87 | 5.      | 5.          |

## Íjászat
| Versenyző      | Versenyszám  | 1. forduló | 1. forduló | 2. forduló | 2. forduló | Összesítés | Összesítés |
| Versenyző      | Versenyszám  | Pont       | Hely.      | Pont       | Hely.      | Pont       | Helyezés   |
| -------------- | ------------ | ---------- | ---------- | ---------- | ---------- | ---------- | ---------- |
| Gerard Douis   | Férfi egyéni | 1234       | 20.        | 1251       | 11.        | 2485       | 17.        |
| Philippe Loyen | Férfi egyéni | 1206       | 36.        | 1205       | 34.        | 2411       | 35.        |

## Kajak-kenu
| Versenyző                                                          | Versenyszám         | Előfutam | Előfutam | Előfutam | Vigaszág | Vigaszág | Vigaszág | Elődöntő | Elődöntő | Elődöntő | Döntő   | Döntő    |
| Versenyző                                                          | Versenyszám         | Idő      | Hely.    | Össz.    | Idő      | Hely.    | Össz.    | Idő      | Hely.    | Össz.    | Idő     | Helyezés |
| ------------------------------------------------------------------ | ------------------- | -------- | -------- | -------- | -------- | -------- | -------- | -------- | -------- | -------- | ------- | -------- |
| Bernard Brégeon                                                    | Kajak egyes 500 m   | 1:50,23  | 3.       | 3.       | erőnyerő | erőnyerő | erőnyerő | 1:48,80  | 1.       | 2.       | 1:48,41 |          |
| Philippe Boccara                                                   | Kajak egyes 1000 m  | 3:53,51  | 1.       | 4.       | erőnyerő | erőnyerő | erőnyerő | 3:52,12  | 1.       | 1.       | 3:49,38 | 6.       |
| Francis Hervieu Daniel Legras                                      | Kajak kettes 500 m  | 1:37,97  | 2.       | 7.       | erőnyerő | erőnyerő | erőnyerő | 1:36,79  | 3.       | 5.       | 1:36,40 | 6.       |
| Bernard Brégeon Patrick Lefoulon                                   | Kajak kettes 1000 m | 3:31,60  | 4.       | 8.       | 3:40,88  | 1.       | 1.       | 3:32,35  | 3.       | 11.      | 3:25,97 |          |
| François Barouh Philippe Boccara Pascal Boucherit Didier Vavasseur | Kajak négyes 1000 m | 3:06,57  | 1.       | 2.       | erőnyerő | erőnyerő | erőnyerő | 3:06,57  | 1.       | 2.       | 3:03,94 |          |
| Philippe Renaud                                                    | Kenu egyes 500 m    | 2:07,90  | 4.       | 8.       | 2:10,44  | 3.       | 3.       | 2:03,30  | 3.       | 5.       | 1:59,95 | 4.       |
| Philippe Renaud                                                    | Kenu egyes 1000 m   | kizárták | kizárták | kizárták | erőnyerő | erőnyerő | erőnyerő |          |          |          | kiesett | kiesett  |
| Didier Hoyer Éric Renaud                                           | Kenu kettes 500 m   | 1:50,04  | 2.       | 3.       | erőnyerő | erőnyerő | erőnyerő |          |          |          | 1:47,72 | 4.       |
| Didier Hoyer Éric Renaud                                           | Kenu kettes 1000 m  | 3:52,71  | 2.       | 3.       | erőnyerő | erőnyerő | erőnyerő |          |          |          | 3:48,01 |          |

Női
| Versenyző                                     | Versenyszám        | Előfutam | Előfutam | Előfutam | Vigaszág | Vigaszág | Vigaszág | Döntő   | Döntő    |
| Versenyző                                     | Versenyszám        | Idő      | Hely.    | Össz.    | Idő      | Hely.    | Össz.    | Idő     | Helyezés |
| --------------------------------------------- | ------------------ | -------- | -------- | -------- | -------- | -------- | -------- | ------- | -------- |
| Béatrice Knopf-Basson                         | Kajak egyes 500 m  | 2:03,61  | 2.       | 2.       | erőnyerő | erőnyerő | erőnyerő | 2:01,21 | 5.       |
| Bernadette Brégeon-Hettich Cathérine Mathevon | Kajak kettes 500 m | 1:53,61  | 2.       | 5.       | erőnyerő | erőnyerő | erőnyerő | 1:51,40 | 6.       |

## Kerékpározás

### Országúti kerékpározás
Férfi
| Versenyző                                                              | Versenyszám     | Idő              | Helyezés      |
| ---------------------------------------------------------------------- | --------------- | ---------------- | ------------- |
| Daniel Amardeilh                                                       | Mezőnyverseny   | 5:11:43 (+11:46) | 28.           |
| Philippe Bouvatier                                                     | Mezőnyverseny   | 5:11:43 (+11:46) | 29.           |
| Claude Carlin                                                          | Mezőnyverseny   | nem ért célba    | nem ért célba |
| Denis Pelizzari                                                        | Mezőnyverseny   | nem ért célba    | nem ért célba |
| Jean-François Bernard Philippe Bouvatier Thierry Marie Denis Pelizzari | Csapat időfutam | 2:05:07 (+6:39)  | 6.            |

Női
| Versenyző              | Versenyszám   | Idő             | Helyezés |
| ---------------------- | ------------- | --------------- | -------- |
| Jeannie Longo-Ciprelli | Mezőnyverseny | 2:12:35 (+1:21) | 6.       |
| Cécile Odin            | Mezőnyverseny | 2:13:28 (+2:14) | 11.      |
| Dominique Damiani      | Mezőnyverseny | 2:13:28 (+2:14) | 14.      |
| Marielle Guichard      | Mezőnyverseny | 2:13:28 (+2:14) | 20.      |

### Pálya-kerékpározás
Sprintverseny
| Versenyző       | Versenyszám  | 1. forduló                                               | 1. forduló | Vigaszág               | Vigaszág | Döntő                  | Döntő | 2. forduló                    | 2. forduló | Vigaszág                   | Vigaszág | Nyolcaddöntő                                          | Nyolcaddöntő | Vigaszág                                            | Vigaszág | Döntő                | Döntő   | Negyeddöntő                          | 5–8. helyért           | 5–8. helyért | Elődöntő                          | Döntő                                                 | Helyezés |
| Versenyző       | Versenyszám  | Ellenfelek Győztes idő                                   | Hely       | Ellenfelek Győztes idő | Hely     | Ellenfelek Győztes idő | Hely  | Ellenfél Győztes idő          | Hely       | Ellenfél Győztes idő       | Hely     | Ellenfelek Győztes idő                                | Hely         | Ellenfelek Győztes idő                              | Hely     | Ellenfél Győztes idő | Hely    | Ellenfél Győztes idő                 | Ellenfelek Győztes idő | Hely         | Ellenfél Győztes idő              | Ellenfél Győztes idő                                  | Helyezés |
| --------------- | ------------ | -------------------------------------------------------- | ---------- | ---------------------- | -------- | ---------------------- | ----- | ----------------------------- | ---------- | -------------------------- | -------- | ----------------------------------------------------- | ------------ | --------------------------------------------------- | -------- | -------------------- | ------- | ------------------------------------ | ---------------------- | ------------ | --------------------------------- | ----------------------------------------------------- | -------- |
| Philippe Vernet | Férfi egyéni | Claudio Iannone (ARG) · Deograves Asuncion (PHI) · 11,31 | 1.         |                        |          |                        |       | Rosman Alwi (MAS) · 10,94     | 1.         |                            |          | Murray Steele (NZL) · Frank Orban (BEL) · 11,33       | 1.           |                                                     |          |                      |         | Fredy Schmidtke (FRG) · 11,56; 11,17 |                        |              | Nelson Vails (USA) · 10,93; 10,86 | Bronzmérkőzés · Tsutomu Sakamoto (JPN) · 11,06; 11,03 | 4.       |
| Franck Dépine   | Férfi egyéni | Hugo Daya (COL) · Max Rainsford (AUS) · 11,49            | 1.         |                        |          |                        |       | Claudio Iannone (ARG) · 11,79 | 2.         | Charles Pile (BAR) · 11,62 | 1.       | Szakamoto Cutomu (JPN) · Gabriele Sella (ITA) · 11,31 | 3.           | Fredy Schmidtke (FRG) · Vincenzo Ceci (ITA) · 11,45 | 2.       | kiesett              | kiesett | kiesett                              | kiesett                | kiesett      | kiesett                           | kiesett                                               | kiesett  |

Időfutam
| Név           | Versenyszám  | Idő     | Helyezés |
| ------------- | ------------ | ------- | -------- |
| Fabrice Colas | Férfi egyéni | 1:06,65 |          |

Üldözőversenyek
| Versenyző                                            | Versenyszám  | Selejtező | Selejtező | Nyolcaddöntő                 | Nyolcaddöntő | Negyeddöntő                                                                       | Negyeddöntő | Elődöntő     | Elődöntő  | Döntő        | Döntő     | Helyezés |
| Versenyző                                            | Versenyszám  | Idő       | Hely.     | Ellenfél Idő                 | Saját idő    | Ellenfél Idő                                                                      | Saját idő   | Ellenfél Idő | Saját idő | Ellenfél Idő | Saját idő | Helyezés |
| ---------------------------------------------------- | ------------ | --------- | --------- | ---------------------------- | ------------ | --------------------------------------------------------------------------------- | ----------- | ------------ | --------- | ------------ | --------- | -------- |
| Pascal Robert                                        | Férfi egyéni | 4:46,51   | 2.        | Anthony Cuff (NZL) · 4:50,49 | 4:47,94      | Rolf Gölz (FRG) · 4:37,70                                                         | lekörözték  | kiesett      | kiesett   | kiesett      | kiesett   | 7.       |
| Éric Louvel                                          | Férfi egyéni | 5:01,52   | 25.       | kiesett                      | kiesett      | kiesett                                                                           | kiesett     | kiesett      | kiesett   | kiesett      | kiesett   | kiesett  |
| Didier Garcia Éric Louvel Pascal Potié Pascal Robert | Férfi csapat | 4:30,34   | 6.        |                              |              | NSZK (FRG) · Reinhard Alber · Rolf Gölz · Roland Günther · Michael Marx · 4:28,04 | 4:30,28     | kiesett      | kiesett   | kiesett      | kiesett   | 6.       |

Pontverseny
| Név           | Versenyszám | Selejtező | Selejtező  | Selejtező | Döntő         | Döntő         | Döntő         |
| Név           | Versenyszám | Pont      | Körhátrány | Hely.     | Pont          | Körhátrány    | Helyezés      |
| ------------- | ----------- | --------- | ---------- | --------- | ------------- | ------------- | ------------- |
| Didier Garcia | Férfi       | 6         | –          | 3.        | 13            | –2            | 12.           |
| Éric Louvel   | Férfi       | 9         | –2         | 11.       | nem ért célba | nem ért célba | nem ért célba |

## Kosárlabda

### Férfi
| Francia férfi kosárlabdacsapat-játékoskeret                                                           | Francia férfi kosárlabdacsapat-játékoskeret                                                                       |
| --- | --- |
| - Éric Beugnot - Gregor Beugnot - Patrick Cham - Richard Dacoury - Jean-Luc Deganis - Hervé Dubuisson | - Bangaly Kaba - Jacques Monclar - Stéphane Ostrowski - Jean-Michel Sénégal - Philippe Szanyiel - Georges Vestris |

#### Eredmények
Csoportkör
B csoport
| Csapat                 | M | Gy | V | P+  | P–  | Pk   |
| ---------------------- | - | -- | - | --- | --- | ---- |
| Egyesült Államok (USA) | 5 | 5  | 0 | 511 | 315 | +196 |
| Spanyolország (ESP)    | 5 | 4  | 1 | 457 | 438 | +19  |
| Kanada (CAN)           | 5 | 3  | 2 | 462 | 401 | +61  |
| Uruguay (URU)          | 5 | 2  | 3 | 403 | 460 | –57  |
| Kína (CHN)             | 5 | 1  | 4 | 364 | 477 | –113 |
| Franciaország (FRA)    | 5 | 0  | 5 | 383 | 489 | –106 |

| 1984. július 29. 11:00 | Uruguay (URU) | 91–87 | Franciaország (FRA) |  |
| 1984. július 29. 11:00 | (35–41)       |       |                     |  |

| 1984. július 31. 11:00 | Kína (CHN) | 85–83 | Franciaország (FRA) |  |
| 1984. július 31. 11:00 | (48–39)    |       |                     |  |

| 1984. augusztus 1. 22:00 | Spanyolország (ESP) | 97–82 | Franciaország (FRA) |  |
| 1984. augusztus 1. 22:00 | (58–47)             |       |                     |  |

| 1984. augusztus 3. 16:30 | Egyesült Államok (USA) | 120–62 | Franciaország (FRA) |  |
| 1984. augusztus 3. 16:30 | (57–25)                |        |                     |  |

| 1984. augusztus 4. 16:30 | Kanada (CAN) | 96–69 | Franciaország (FRA) |  |
| 1984. augusztus 4. 16:30 | (40–31)      |       |                     |  |

A 9–12. helyért
| 1984. augusztus 5. 14:30 | Brazília (BRA) | 100–86 | Franciaország (FRA) |  |
| 1984. augusztus 5. 14:30 | (63–53)        |        |                     |  |

A 11. helyért
| 1984. augusztus 9. 10:00 | Franciaország (FRA) | 102–78 | Egyiptom (EGY) |  |
| 1984. augusztus 9. 10:00 | (51–40)             |        |                |  |

| Csapat              | Helyezés |
| ------------------- | -------- |
| Franciaország (FRA) | 11.      |

## Labdarúgás
| Francia férfi labdarúgócsapat-játékoskeret | Francia férfi labdarúgócsapat-játékoskeret |
| --- | --- |
| - Albert Rust - William Ayache - Michel Bibard - Dominique Bijotat - François Brisson - Patrick Cubaynes - Patrice Garande - Philippe Jeannol | - Guy Lacombe - Jean-Claude Lemoult - Jean-Philippe Rohr - Didier Sénac - Jean-Christophe Thouvenel - José Touré - Daniel Xuereb - Jean-Louis Zanon |

### Eredmények
Csoportkör
A csoport
| Csapat              | M | Gy | D | V | Rg | Kg | Gk | P |
| ------------------- | - | -- | - | - | -- | -- | -- | - |
| Franciaország (FRA) | 3 | 1  | 2 | 0 | 5  | 4  | +1 | 4 |
| Chile (CHI)         | 3 | 1  | 2 | 0 | 2  | 1  | +1 | 4 |
| Norvégia (NOR)      | 3 | 1  | 1 | 1 | 3  | 2  | +1 | 3 |
| Katar (QAT)         | 3 | 0  | 1 | 2 | 2  | 5  | –3 | 1 |

| 1984. július 29. 19:30 |

| Franciaország (FRA)    | 2–2               | Katar (QAT)          |
| ---------------------- | ----------------- | -------------------- |
| Garande 43' Xuereb 61' | (1–0) Jegyzőkönyv | Al-Muhannadi 55' 60' |

| Navy-Marine Corps Memorial Stadium, Annapolis Nézőszám: 29 240 Játékvezető: Romualdo Arppi Filho (brazil) |

| 1984. július 31. 19:00 |

| Norvégia (NOR) | 1–2               | Franciaország (FRA) |
| -------------- | ----------------- | ------------------- |
| Ahlsen 33'     | (1–1) Jegyzőkönyv | Brisson 5' 56'      |

| Harvard Stadium, Boston Nézőszám: 27 832 Játékvezető: Roth (nyugatnémet) |

| 1984. augusztus 2. 19:00 |

| Chile (CHI) | 1–1               | Franciaország (FRA) |
| ----------- | ----------------- | ------------------- |
| Santis 9'   | (1–0) Jegyzőkönyv | Lemoult 50'         |

| Navy-Marine Corps Memorial Stadium, Annapolis Nézőszám: 28 114 Játékvezető: Keizer (holland) |

Negyeddöntő
| 1984. augusztus 5. 19:00 |

| Franciaország (FRA) | 2–0               | Egyiptom (EGY) |
| ------------------- | ----------------- | -------------- |
| Xuereb 29' 52'      | (1–0) Jegyzőkönyv |                |

| Rose Bowl, Pasadena Nézőszám: 66 228 Játékvezető: Kyung-Bok Cha (dél-koreai) |

Elődöntő
| 1984. augusztus 8. 18:15 |

| Franciaország (FRA)                             | 4–2 (h. u.)                 | Jugoszlávia (YUG)         |
| ----------------------------------------------- | --------------------------- | ------------------------- |
| Bijotat 7' Jeannol 15' Lacombe 106' Xuereb 119' | (2–0, 2–2, 2–2) Jegyzőkönyv | Cvetković 63' Deverić 74' |

| Rose Bowl, Pasadena Nézőszám: 97 451 Játékvezető: Antonio Márquez Ramírez (mexikói) |

Döntő
| 1984. augusztus 11. 19:00 |

| Franciaország (FRA)    | 2–0               | Brazília (BRA) |
| ---------------------- | ----------------- | -------------- |
| Brisson 55' Xuereb 60' | (0–0) Jegyzőkönyv |                |

| Rose Bowl, Pasadena Nézőszám: 101 799 Játékvezető: Jan Keizer (holland) |

| Csapat              | Helyezés |
| ------------------- | -------- |
| Franciaország (FRA) |          |

## Lovaglás
Díjlovaglás
| Versenyző                                            | Ló           | Versenyszám | Selejtező     | Selejtező     | Döntő         | Döntő         |
| Versenyző                                            | Ló           | Versenyszám | Pont          | Hely.         | Pont          | Helyezés      |
| ---------------------------------------------------- | ------------ | ----------- | ------------- | ------------- | ------------- | ------------- |
| Margit Otto-Crépin                                   | Crapici      | Egyéni      | 1512          | 18.           | kiesett       | kiesett       |
| Dominique d'Esmé                                     | Fresh Wind   | Egyéni      | 1484          | 24.           | kiesett       | kiesett       |
| Michel Bertraneu                                     | Gaillard K   | Egyéni      | nem ért célba | nem ért célba | kiesett       | kiesett       |
| Dominique d'Esmé Margit Otto-Crépin Michel Bertraneu | lásd fentebb | Csapat      |               |               | nem ért célba | nem ért célba |

Díjugratás
| Versenyző                                                      | Ló                                           | Versenyszám | 1. forduló | 1. forduló | 2. forduló | 2. forduló | Összesen | Összesen |
| Versenyző                                                      | Ló                                           | Versenyszám | Pont       | Hely.      | Pont       | Hely.      | Pont     | Helyezés |
| -------------------------------------------------------------- | -------------------------------------------- | ----------- | ---------- | ---------- | ---------- | ---------- | -------- | -------- |
| Frédéric Cottier                                               | Flambeau C                                   | Egyéni      | 8,00       | 10.        | 4,00       | 2.         | 12,00    | 7.       |
| Pierre Durand, Jr.                                             | Jappeloup de Luze                            | Egyéni      | 12,00      | 15.        | 8,00       | 10.        | 20,00    | 14.      |
| Philippe Rozier                                                | Jiva                                         | Egyéni      | 16,00      | 25.        | 8,00       | 10.        | 24,00    | 20.      |
| Frédéric Cottier Éric Navet Philippe Rozier Pierre Durand, Jr. | Flambeau C Je t'Adore Jiva Jappeloup de Luze | Csapat      | 25,75      | 7.         | 24,00      | 7.         | 49,75    | 6.       |

Lovastusa
| Versenyző                                                        | Ló              | Versenyszám | Díjlovaglás | Díjlovaglás | Tereplovaglás | Tereplovaglás | Díjugratás | Díjugratás | Végeredmény | Végeredmény |
| Versenyző                                                        | Ló              | Versenyszám | Bünt.       | Hely.       | Bünt.         | Hely.         | Bünt.      | Hely.      | Bünt.       | Helyezés    |
| ---------------------------------------------------------------- | --------------- | ----------- | ----------- | ----------- | ------------- | ------------- | ---------- | ---------- | ----------- | ----------- |
| Pascal Morvillers                                                | Gulliver B      | Egyéni      | 52,60       | 5.          | 10,40         | 12.           | 0,00       | 1.         | 63,00       | 5.          |
| Marie-Christine Duroy                                            | Harley          | Egyéni      | 58,20       | 12.         | 27,20         | 22.           | 0,00       | 1.         | 85,40       | 17.         |
| Armand Bigot                                                     | Jacquou du Bois | Egyéni      | 72,00       | 37.         | 15,60         | 15.           | 0,00       | 1.         | 87,60       | 20.         |
| Daniel Nion                                                      | Gerome A        | Egyéni      | 62,40       | 19.         | 47,60         | 29.           | 5,00       | 23.        | 115,00      | 26.         |
| Pascal Morvillers Marie-Christine Duroy Armand Bigot Daniel Nion | lásd fentebb    | Csapat      | 173,20      | 3.          | 53,20         | 4.            | 0,00       | 1.         | 236,00      | 4.          |

## Műugrás
Női
| Versenyző      | Versenyszám    | Selejtező | Selejtező | Döntő   | Döntő    |
| Versenyző      | Versenyszám    | Pont      | Helyezés  | Pont    | Helyezés |
| -------------- | -------------- | --------- | --------- | ------- | -------- |
| Claire Izacard | Egyéni műugrás | 403,17    | 17.       | kiesett | kiesett  |

## Ökölvívás
| Versenyző         | Versenyszám   | Selejtező         | 32-es főtábla                 | Nyolcaddöntő                | Negyeddöntő             | Elődöntő                     | Döntő             | Helyezés |
| Versenyző         | Versenyszám   | Ellenfél Eredmény | Ellenfél Eredmény             | Ellenfél Eredmény           | Ellenfél Eredmény       | Ellenfél Eredmény            | Ellenfél Eredmény | Helyezés |
| ----------------- | ------------- | ----------------- | ----------------------------- | --------------------------- | ----------------------- | ---------------------------- | ----------------- | -------- |
| Louis Gomis       | Harmatsúly    | erőnyerő          | Stefan Gertel (FRG) · feladta | Ndaba Dube (ZIM) · 0:5      | kiesett                 | kiesett                      | kiesett           | 9.       |
| Jean Duarte       | Kisváltósúly  | erőnyerő          | Mircea Fulger (ROU) · RSC     | kiesett                     | kiesett                 | kiesett                      | kiesett           | 17.      |
| Christophe Tiozzo | Nagyváltósúly | erőnyerő          | Sullemana Sadik (GHA) · 5:0   | Vicky Byarugaba (UGA) · 5:0 | Israel Cole (SLE) · 5:0 | Shawn O'Sullivan (CAN) · 1:4 | kiesett           |          |
| Vincent Sarnelli  | Középsúly     |                   | erőnyerő                      | Moses Mwaba (ZAM) · KO      | kiesett                 | kiesett                      | kiesett           | 9.       |

RSC – a mérkőzésvezető megállította a mérkőzést

## Öttusa
| Versenyző                          | Versenyszám | Lovaglás | Lovaglás | Lovaglás | Vívás    | Vívás | Vívás | Úszás    | Úszás | Úszás | Lövészet | Lövészet | Lövészet | Futás    | Futás | Futás | Összesen    | Összesen |
| Versenyző                          | Versenyszám | Idő      | Pont     | Hely.    | Pontszám | Pont  | Hely. | Idő      | Pont  | Hely. | Eredmény | Pont     | Hely.    | Idő      | Pont  | Hely. | Összes pont | Helyezés |
| ---------------------------------- | ----------- | -------- | -------- | -------- | -------- | ----- | ----- | -------- | ----- | ----- | -------- | -------- | -------- | -------- | ----- | ----- | ----------- | -------- |
| Paul Four                          | Egyéni      | 1:35,75  | 1040     | 20.      | 35–16    | 978   | 3.    | 3:28,771 | 1204  | 21.   | 197      | 1066     | 2.       | 14:15,40 | 999   | 35.   | 5287        | 6.       |
| Didier Boubé                       | Egyéni      | 1:34,98  | 1070     | 11.      | 31–20    | 890   | 9.    | 3:36,394 | 1144  | 32.   | 190      | 912      | 24.      | 13:18,33 | 1170  | 12.   | 5186        | 10.      |
| Joël Bouzou                        | Egyéni      | 2:00,58  | 884      | 42.      | 25–26    | 758   | 27.   | 3:37,298 | 1136  | 34.   | 197      | 1066     | 2.       | 12:52,38 | 1248  | 3.    | 5092        | 17.      |
| Paul Four Didier Boubé Joël Bouzou | Csapat      |          | 2994     | 9.       |          | 2626  | 2.    |          | 3484  | 11.   |          | 3044     | 1.       |          | 3417  | 7.    | 15 565      | 3.       |

## Sportlövészet
Férfi
| Versenyző         | Versenyszám           | Pont | Helyezés |
| ----------------- | --------------------- | ---- | -------- |
| Philippe Cola     | Szabadpisztoly        | 559  | 6.       |
| Philippe Hébérle  | Légpuska              | 589  |          |
| Nicolas Berthelot | Légpuska              | 585  | 4.       |
| Michel Bury       | Sportpuska, összetett | 1147 | 10.      |
| Michel Bury       | Sportpuska, fekvő     | 596  |          |
| Jean-Pierre Amat  | Sportpuska, fekvő     | 593  | 11.      |
| Jean-Pierre Amat  | Sportpuska, összetett | 1150 | 7.       |
| Jean-Luc Tricoire | Futócéllövészet       | 575  | 10.      |
| David Abibssira   | Futócéllövészet       | 552  | 21.      |

Női
| Versenyző          | Versenyszám           | Pont | Helyezés |
| ------------------ | --------------------- | ---- | -------- |
| Evelyne Manchon    | Sportpisztoly         | 577  | 9.       |
| Françoise Decharne | Légpuska              | 381  | 11.      |
| Yvette Courault    | Légpuska              | 386  | 5.       |
| Yvette Courault    | Sportpuska, összetett | 553  | 23.      |
| Dominique Esnault  | Sportpuska, összetett | 563  | 16.      |

Nyílt
| Versenyző        | Versenyszám | Pont | Helyezés |
| ---------------- | ----------- | ---- | -------- |
| Michel Carrega   | Trap        | 190  | 5.       |
| Jean Ame         | Trap        | 181  | 22.      |
| Stéphane Tyssier | Skeet       | 191  | 19.      |
| Élie Pénot       | Skeet       | 188  | 29.      |

## Súlyemelés
| Versenyző             | Versenyszám | Szakítás | Szakítás | Lökés    | Lökés    | Összesen | Helyezés |
| Versenyző             | Versenyszám | Eredmény | Helyezés | Eredmény | Helyezés | Összesen | Helyezés |
| --------------------- | ----------- | -------- | -------- | -------- | -------- | -------- | -------- |
| Daniel Cassiau-Haurie | 75 kg       | 137,5    | 9.       | 170,0    | 10.      | 307,5    | 10.      |
| Jean-Marie Kretz      | 100 kg      | 150,0    | 11.      | 192,5    | 7.       | 342,5    | 8.       |

## Szinkronúszás
| Versenyző                     | Versenyszám | Selejtező           | Selejtező           | Selejtező       | Selejtező  | Selejtező  | Döntő           | Döntő      | Döntő      |
| Versenyző                     | Versenyszám | Technikai gyakorlat | Technikai gyakorlat | Zenés gyakorlat | Összesítés | Összesítés | Zenés gyakorlat | Összesítés | Összesítés |
| Versenyző                     | Versenyszám | Pont                | Hely.               | Pont            | Pont       | Hely.      | Pont            | Pont       | Helyezés   |
| ----------------------------- | ----------- | ------------------- | ------------------- | --------------- | ---------- | ---------- | --------------- | ---------- | ---------- |
| Muriel Hermine                | Egyéni      | 87,334              | 15.                 | 92,20           | 179,534    | 7.         | 93,20           | 180,534    | 7.         |
| Pascale Besson                | Egyéni      | 84,484              | 24.                 | kiesett         | kiesett    | kiesett    | kiesett         | kiesett    | kiesett    |
| Odile Petit                   | Egyéni      | 81,433              | 28.                 | kiesett         | kiesett    | kiesett    | kiesett         | kiesett    | kiesett    |
| Pascale Besson Muriel Hermine | Páros       | 85,909              | 7.                  | 90,40           | 176,309    | 7.         | 90,80           | 176,709    | 7.         |

## Torna
Férfi
| Versenyző                                                                              | Versenyszám      | Selejtező | Selejtező | Döntő    | Döntő    |
| Versenyző                                                                              | Versenyszám      | Pontszám  | Helyezés  | Pontszám | Helyezés |
| -------------------------------------------------------------------------------------- | ---------------- | --------- | --------- | -------- | -------- |
| Jean-Luc Cairon                                                                        | Talaj            | 19,10     | 36.       | kiesett  | kiesett  |
| Jean-Luc Cairon                                                                        | Ugrás            | 19,55     | 25.       | kiesett  | kiesett  |
| Jean-Luc Cairon                                                                        | Korlát           | 19,25     | 25.       | kiesett  | kiesett  |
| Jean-Luc Cairon                                                                        | Nyújtó           | 19,30     | 41.       | kiesett  | kiesett  |
| Jean-Luc Cairon                                                                        | Gyűrű            | 19,30     | 33.       | kiesett  | kiesett  |
| Jean-Luc Cairon                                                                        | Lólengés         | 19,60     | 6.        | 19,700   | 5.       |
| Jean-Luc Cairon                                                                        | Egyéni összetett | 116,10    | 22.       | 116,000  | 15.      |
| Joël Suty                                                                              | Talaj            | 19,05     | 44.       | kiesett  | kiesett  |
| Joël Suty                                                                              | Ugrás            | 19,50     | 32.       | kiesett  | kiesett  |
| Joël Suty                                                                              | Korlát           | 19,40     | 17.       | kiesett  | kiesett  |
| Joël Suty                                                                              | Nyújtó           | 19,50     | 25.       | kiesett  | kiesett  |
| Joël Suty                                                                              | Gyűrű            | 18,60     | 65.       | kiesett  | kiesett  |
| Joël Suty                                                                              | Lólengés         | 19,45     | 12.       | kiesett  | kiesett  |
| Joël Suty                                                                              | Egyéni összetett | 115,50    | 31.       | 115,500  | 20.      |
| Philippe Vatuone                                                                       | Talaj            | 19,70     | 4.        | 19,700   | *        |
| Philippe Vatuone                                                                       | Ugrás            | 19,60     | 16.       | kiesett  | kiesett  |
| Philippe Vatuone                                                                       | Korlát           | 19,00     | 37.       | kiesett  | kiesett  |
| Philippe Vatuone                                                                       | Nyújtó           | 19,70     | 12.       | kiesett  | kiesett  |
| Philippe Vatuone                                                                       | Gyűrű            | 18,80     | 61.       | kiesett  | kiesett  |
| Philippe Vatuone                                                                       | Lólengés         | 18,65     | 54.       | kiesett  | kiesett  |
| Philippe Vatuone                                                                       | Egyéni összetett | 115,45    | 32.       | 115,025  | 22.      |
| Laurent Barbiéri                                                                       | Talaj            | 19,40     | 19.       | kiesett  | kiesett  |
| Laurent Barbiéri                                                                       | Ugrás            | 19,60     | 16.       | kiesett  | kiesett  |
| Laurent Barbiéri                                                                       | Korlát           | 19,10     | 33.       | kiesett  | kiesett  |
| Laurent Barbiéri                                                                       | Nyújtó           | 19,45     | 30.       | kiesett  | kiesett  |
| Laurent Barbiéri                                                                       | Gyűrű            | 19,50     | 15.       | kiesett  | kiesett  |
| Laurent Barbiéri                                                                       | Lólengés         | 18,25     | 63.       | kiesett  | kiesett  |
| Laurent Barbiéri                                                                       | Egyéni összetett | 115,30    | 34.       | kiesett  | kiesett  |
| Jacques Def                                                                            | Talaj            | 19,00     | 47.       | kiesett  | kiesett  |
| Jacques Def                                                                            | Ugrás            | 19,30     | 56.       | kiesett  | kiesett  |
| Jacques Def                                                                            | Korlát           | 18,60     | 55.       | kiesett  | kiesett  |
| Jacques Def                                                                            | Nyújtó           | 19,65     | 16.       | kiesett  | kiesett  |
| Jacques Def                                                                            | Gyűrű            | 19,20     | 42.       | kiesett  | kiesett  |
| Jacques Def                                                                            | Lólengés         | 19,10     | 27.       | kiesett  | kiesett  |
| Jacques Def                                                                            | Egyéni összetett | 114,85    | 41.       | kiesett  | kiesett  |
| Michel Boutard                                                                         | Talaj            | 18,75     | 56.       | kiesett  | kiesett  |
| Michel Boutard                                                                         | Ugrás            | 19,30     | 56.       | kiesett  | kiesett  |
| Michel Boutard                                                                         | Korlát           | 18,95     | 43.       | kiesett  | kiesett  |
| Michel Boutard                                                                         | Nyújtó           | 18,90     | 61.       | kiesett  | kiesett  |
| Michel Boutard                                                                         | Gyűrű            | 18,65     | 64.       | kiesett  | kiesett  |
| Michel Boutard                                                                         | Lólengés         | 18,70     | 51.       | kiesett  | kiesett  |
| Michel Boutard                                                                         | Egyéni összetett | 113,25    | 59.       | kiesett  | kiesett  |
| Jean-Luc Cairon Joël Suty Philippe Vatuone Laurent Barbiéri Jacques Def Michel Boutard | Csapat összetett |           |           | 578,25   | 6.       |

Női
| Versenyző           | Versenyszám      | Selejtező | Selejtező | Döntő    | Döntő    |
| Versenyző           | Versenyszám      | Pontszám  | Helyezés  | Pontszám | Helyezés |
| ------------------- | ---------------- | --------- | --------- | -------- | -------- |
| Florence Laborderie | Talaj            | 18,40     | 57.       | kiesett  | kiesett  |
| Florence Laborderie | Ugrás            | 18,80     | 50.       | kiesett  | kiesett  |
| Florence Laborderie | Felemás korlát   | 18,15     | 44.       | kiesett  | kiesett  |
| Florence Laborderie | Gerenda          | 17,80     | 56.       | kiesett  | kiesett  |
| Florence Laborderie | Egyéni összetett | 73,15     | 53.       | 74,175   | 28.      |
| Corinne Ragazzacci  | Talaj            | 17,80     | 65.       | kiesett  | kiesett  |
| Corinne Ragazzacci  | Ugrás            | 19,00     | 36.       | kiesett  | kiesett  |
| Corinne Ragazzacci  | Felemás korlát   | 16,95     | 61.       | kiesett  | kiesett  |
| Corinne Ragazzacci  | Gerenda          | 17,85     | 55.       | kiesett  | kiesett  |
| Corinne Ragazzacci  | Egyéni összetett | 71,60     | 63.       | 73,250   | 32.      |

* - egy másik versenyzővel azonos eredményt ért el

### Ritmikus gimnasztika
| Versenyző       | Versenyszám | Selejtező | Selejtező | Döntő   | Döntő    |
| Versenyző       | Versenyszám | Pont      | Hely.     | Pont    | Helyezés |
| --------------- | ----------- | --------- | --------- | ------- | -------- |
| Bénédicte Augst | Egyéni      | 35,92     | 21.       | kiesett | kiesett  |

## Úszás
Férfi
| Versenyző                                                        | Versenyszám            | Előfutam | Előfutam | Előfutam | Döntő   | Döntő    | Döntő    | Helyezés |
| Versenyző                                                        | Versenyszám            | Idő      | Hely.    | Össz.    | Típus   | Idő      | Hely.    | Helyezés |
| ---------------------------------------------------------------- | ---------------------- | -------- | -------- | -------- | ------- | -------- | -------- | -------- |
| Stéphan Caron                                                    | 100 m gyors            | 51,13    | 1.       | 8.       | A       | 50,70    | 6.*      | 6.*      |
| Franck Iacono                                                    | 400 m gyors            | 3:55,07  | 2.       | 8.       | A       | 3:54,58  | 5.       | 5.       |
| Franck Iacono                                                    | 1500 m gyors           | 15:27,27 | 2.       | 8.       | A       | 15:26,96 | 5.       | 5.       |
| Frédéric Delcourt                                                | 100 m hát              | 58,22    | 3.       | 12.      | B       | kizárták | kizárták | 16.      |
| Frédéric Delcourt                                                | 200 m hát              | 2:02,59  | 2.       | 2.       | A       | 2:01,75  | 2.       |          |
| Thierry Pata                                                     | 200 m mell             | 2:20,14  | 3.       | 11.      | B       | 2:20,05  | 2.       | 10.      |
| Christophe Deneuville                                            | 200 m mell             | 2:24,54  | 3.       | 21.      | kiesett | kiesett  | kiesett  | kiesett  |
| Stéphan Caron Laurent Neuville Dominique Bataille Bruno Lesaffre | 4 × 100 m gyorsváltó   | 3:24,68  | 2.       | 5.       | A       | 3:24,63  | 6.       | 6.       |
| Stéphan Caron Dominique Bataille Michel Pou Pierre Andraca       | 4 × 200 m gyorsváltó   | 7:27,40  | 3.       | 5.       | A       | 7:30,16  | 8.       | 8.       |
| Frédéric Delcourt Thierry Pata Xavier Savin Stéphan Caron        | 4 × 100 m vegyes váltó | 3:50,75  | 3.       | 10.      | kiesett | kiesett  | kiesett  | kiesett  |

Női
| Versenyző                                                      | Versenyszám          | Előfutam | Előfutam | Előfutam | Döntő   | Döntő   | Döntő   | Helyezés |
| Versenyző                                                      | Versenyszám          | Idő      | Hely.    | Össz.    | Típus   | Idő     | Hely.   | Helyezés |
| -------------------------------------------------------------- | -------------------- | -------- | -------- | -------- | ------- | ------- | ------- | -------- |
| Sophie Kamoun                                                  | 100 m gyors          | 57,49    | 2.       | 31.      | B       | 57,81   | 5.      | 13.      |
| Laurence Bensimon                                              | 200 m gyors          | 2:06,61  | 3.       | 19.      | kiesett | kiesett | kiesett | kiesett  |
| Laurence Bensimon                                              | 800 m gyors          | 9:01,75  | 5.       | 15.      | kiesett | kiesett | kiesett | kiesett  |
| Laurence Bensimon                                              | 200 m vegyes         | 2:24,34  | 3.       | 17.      | B       | 2:27,13 | 8.      | 16.      |
| Catherine Poirot                                               | 100 m mell           | 1:10,69  | 1.       | 1.       | A       | 1:10,70 | 3.      |          |
| Carole Amoric Sophie Kamoun Véronique Jardin Laurence Bensimon | 4 × 100 m gyorsváltó | 3:52,67  | 4.       | 8.       | A       | 3:52,15 | 8.      | 8.       |

* - egy másik versenyzővel azonos eredményt ért el

## Vitorlázás
Férfi
| Versenyző        | Versenyszám     | Futam   | Futam | Futam | Futam | Futam | Futam | Futam | Pontszám | Helyezés |
| Versenyző        | Versenyszám     | 1       | 2     | 3     | 4     | 5     | 6     | 7     | Pontszám | Helyezés |
| ---------------- | --------------- | ------- | ----- | ----- | ----- | ----- | ----- | ----- | -------- | -------- |
| Gildas Guillerot | Szörfvitorlázás | (45,0*) | 11,7  | 10,0  | 22,0  | 5,7   | 0,0   | 3,0   | 52,4     | 4.       |

Nyílt
| Versenyző                                    | Versenyszám     | Futam  | Futam | Futam  | Futam  | Futam | Futam | Futam | Pontszám | Helyezés |
| Versenyző                                    | Versenyszám     | 1      | 2     | 3      | 4      | 5     | 6     | 7     | Pontszám | Helyezés |
| -------------------------------------------- | --------------- | ------ | ----- | ------ | ------ | ----- | ----- | ----- | -------- | -------- |
| Luc Choley                                   | Finn dingi      | 18,0   | 27,0  | (28,0) | 23,0   | 18,0  | 18,0  | 20,0  | 124,0    | 17.      |
| Luc Pillot Thierry Péponnet                  | 470-es osztály  | 3,0    | 15,0  | (20,0) | 14,0   | 5,7   | 0,0   | 11,7  | 49,4     |          |
| Bernard Pichery Yves Loday                   | Tornádó         | (27,0) | 0,0   | 15,0   | 16,0   | 15,0  | 16,0  | 19,0  | 81,0     | 8.       |
| Michel Audoin Patrick Haegeli Philippe Massu | Soling          | (29,0) | 20,0  | 22,0   | 11,7   | 14,0  | 29,0  | 14,0  | 110,7    | 14.      |
| Laurent Couraire-Delage Thierry Poirey       | Repülő hollandi | 8,0    | 16,0  | 15,0   | (21,0) | 17,0  | 19,0  | 18,0  | 93,0     | 12.      |

* - kizárták

## Vívás
Férfi
| Versenyző                                                                                | Versenyszám       | Selejtező | Selejtező | Selejtező | Selejtező | Selejtező | Selejtező | Főtábla                                 | Főtábla                      | Vigaszág                                 | Vigaszág                    | Negyeddöntő                   | Elődöntő                      | Döntő                                        | Helyezés |
| Versenyző                                                                                | Versenyszám       | 1. kör | 1. kör    | 2. kör | 2. kör    | 3. kör | 3. kör    | 1. kör                                  | 2. kör                       | 1. kör                                   | 2. kör                      | Negyeddöntő                   | Elődöntő                      | Döntő                                        | Helyezés |
| Versenyző                                                                                | Versenyszám       | Ellenfél Eredmény | Hely.     | Ellenfél Eredmény | Hely.     | Ellenfél Eredmény | Hely.     | Ellenfél Eredmény                       | Ellenfél Eredmény            | Ellenfél Eredmény                        | Ellenfél Eredmény           | Ellenfél Eredmény             | Ellenfél Eredmény             | Ellenfél Eredmény                            | Helyezés |
| ---------------------------------------------------------------------------------------- | ----------------- | --- | --------- | --- | --------- | --- | --------- | --------------------------------------- | ---------------------------- | ---------------------------------------- | --------------------------- | ----------------------------- | ----------------------------- | -------------------------------------------- | -------- |
| Frédéric Pietruszka                                                                      | Tőr, egyéni       | 8. csoport · Henri Darricau (LIB) · 5–4 · Khaled Fahd Al-Rasheed (KSA) · 5–3 · Csu Si-seng (Chu Shisheng) (CHN) · 5–1 · Peter Lewison (USA) · 5–1 · Pierre Harper (GBR) · 2–5 | 2.        | 1. csoport · Simokava Tadasi (JPN) · 4–5 · Georg Somloi (AUT) · 5–0 · Thierry Soumagne (BEL) · 5–2 · Matthias Gey (FRG) · 5–3                                                      | 2.        | 4. csoport · Greg Benko (AUS) · 2–5 · Peter Joos (BEL) · 5–4 · Peter Lewison (USA) · 5–4 · Csu Si-seng (Chu Shisheng) (CHN) · 5–4 · Matthias Gey (FRG) · 2–5       | 3.        | Csu Si-seng (Chu Shisheng) (CHN) · 10–4 | Andrea Borella (ITA) · 10–9  |                                          |                             | Andrea Borella (ITA) · 10–6   | Matthias Behr (FRG) · 7–10    | Bronzmérkőzés · Stefano Cerioni (ITA) · 5–10 | 4.       |
| Philippe Omnès                                                                           | Tőr, egyéni       | 3. csoport · Saul Mendoza (BOL) · 5–3 · Ko Yin Fai (HKG) · 5–2 · Sergio Turiace (ARG) · 5–4 · Azuma Nobujuki (JPN) · 5–1 · Itzhak Hatuel (ISR) · 4–5                          | 2.        | 3. csoport · Bilal Rifaat (EGY) · 5–2 · Jü Ji-feng (Yu Yifeng) (CHN) · 5–2 · Stefano Cerioni (ITA) · 5–2 · Itzhak Hatuel (ISR) · 5–1                                               | 1.        | 1. csoport · Mauro Numa (ITA) · 4–5 · Bill Gosbee (GBR) · 5–0 · Azuma Nobujuki (JPN) · 5–3 · Itzhak Hatuel (ISR) · 5–2 · Stefano Cerioni (ITA) · 5–4               | 1.        | Liu Jün-hung (Liu Yunhong) (CHN) · 10–5 | Stefano Cerioni (ITA) · 6–10 |                                          | Kuki Péter (ROU) · 10–7     | Mauro Numa (ITA) · 8–10       | kiesett                       | kiesett                                      | 7.       |
| Pascal Jolyot                                                                            | Tőr, egyéni       | 4. csoport · Ayman Jumean (JOR) · 5–0 · Dany Haddad (LIB) · 5–3 · Simokava Tadasi (JPN) · 5–4 · Sergio Luchetti (ARG) · 5–2 · Mauro Numa (ITA) · 3–5                          | 2.        | 4. csoport · Edgardo Díaz (PUR) · 5–1 · Shlomo Eyal (ISR) · 2–5 · Csu Si-seng (Chu Shisheng) (CHN) · 1–5 · Andrea Borella (ITA) · 2–5                                              | 4.        | kiesett | kiesett   | kiesett                                 | kiesett                      | kiesett                                  | kiesett                     | kiesett                       | kiesett                       | kiesett                                      | 33.      |
| Philippe Boisse                                                                          | Párbajtőr, egyéni | 5. csoport · James Kerr (ISV) · 5–1 · Gilberto Peña (PUR) · 5–0 · I Ilhi (Lee Il-Hui) (KOR) · 1–5 · Michel Poffet (SUI) · 4–5                                                 | 3.        | 7. csoport · Martin Brill (NZL) · 4–5 · Robert Marx (USA) · 4–5 · Hannes Lembacher (AUT) · 5–0 · I Ilhi (Lee Il-Hui) (KOR) · 5–2 · Cung Hsziang-csing (Zong Xiangqing) (CHN) · 5–2 | 1.        | 4. csoport · Cuj Ji-ning (Cui Yining) (CHN) · 5–1 · Robert Marx (USA) · 5–3 · Volker Fischer (FRG) · 5–2 · Stefano Bellone (ITA) · 5–2 · Martin Brill (NZL) · 5–3  | 1.        | Bård Vonen (NOR) · 10–5                 | Nils Koppang (NOR) · 10–8    |                                          |                             | Volker Fischer (FRG) · 10–6   | Philippe Riboud (FRA) · 12–11 | Björne Väggö (SWE) · 10–5                    |          |
| Philippe Riboud                                                                          | Párbajtőr, egyéni | 11. csoport · Stefano Bellone (ITA) · 2–5 · Osama Al-Khurafi (KUW) · 5–2 · Denis Cunningham (HKG) · 5–2 · Hannes Lembacher (AUT) · 5–2 · Bård Vonen (NOR) · 5–4               | 1.        | 8. csoport · Greger Forslöw (SWE) · 5–4 · Thierry Soumagne (BEL) · 5–2 · Ángel Fernández (ESP) · 5–3 · Bård Vonen (NOR) · 5–0 · Cuj Ji-ning (Cui Yining) (CHN) · 5–3               | 1.        | 1. csoport · Elmar Borrmann (FRG) · 3–5 · Daniel Perreault (CAN) · 5–2 · Stephen Trevor (USA) · 5–0 · Bård Vonen (NOR) · 5–3 · Sandro Cuomo (ITA) · 2–5            | 2.        | Daniel Giger (SUI) · 10–10              |                              | Sandro Cuomo (ITA) · 10–2                | Nils Koppang (NOR) · 10–7   | Alexander Pusch (FRG) · 12–11 | Philippe Riboud (FRA) · 12–11 | Bronzmérkőzés · Stefano Bellone (ITA) · 10–7 |          |
| Olivier Lenglet                                                                          | Párbajtőr, egyéni | 1. csoport · Jonathan Stanbury (GBR) · 5–2 · Ali Murat Dizioğlu (TUR) · 5–2 · Greger Forslöw (SWE) · 5–5 · Ihab Aly (EGY) · 5–3                                               | 1.        | 6. csoport · Alexander Pusch (FRG) · 4–5 · Sergio Luchetti (ARG) · 5–5 · Jun Namdzsin (Yun Nam-Jin) (KOR) · 5–0 · Arno Strohmeyer (AUT) · 5–2 · Ihab Aly (EGY) · 5–3               | 1.        | 3. csoport · Ihab Aly (EGY) · 5–1 · Jerri Bergström (SWE) · 5–1 · Alexander Pusch (FRG) · 5–3 · Michel Dessureault (CAN) · 4–5 · Michel Poffet (SUI) · 4–5         | 4.        | Björne Väggö (SWE) · 8–10               |                              | Volker Fischer (FRG) · 9–10              | kiesett                     | kiesett                       | kiesett                       | kiesett                                      | 13.      |
| Jean-François Lamour                                                                     | Kard, egyéni      | 2. csoport · João Marquilhas (POR) · 5–3 · John Zarno (GBR) · 5–1 · Vang Zsuj-csi (Wang Ruiji) (CHN) · 5–1 · Jörg Stratmann (FRG) · 5–2 · Mike Lofton (USA) · 5–1             | 1.        | 2. csoport · Jean-Marie Banos (CAN) · 5–1 · Steve Mormando (USA) · 5–1 · Richard Cohen (GBR) · 5–0 · Jürgen Nolte (FRG) · 5–3                                                      | 1.        | 2. csoport · Jörg Stratmann (FRG) · 5–0 · Jean-Paul Banos (CAN) · 5–4 · Giovanni Scalzo (ITA) · 5–4 · Zisis Babanasis (GRE) · 5–3 · Cornel Marin (ROU) · 5–3       | 1.        | Jürgen Nolte (FRG) · 10–2               | Giovanni Scalzo (ITA) · 10–5 |                                          |                             | Ioan Pop (ROU) · 10–6         | Peter Westbrook (USA) · 10–4  | Marco Marin (ITA) · 12–11                    |          |
| Hervé Granger-Veyron                                                                     | Kard, egyéni      | 4. csoport · José María Casanova (ARG) · 5–2 · Antonio García (ESP) · 5–1 · Jean-Marie Banos (CAN) · 5–4 · Liu Kuo-csen (Liu Guozhen) (CHN) · 5–3 · Marin Mustaţă (ROU) · 4–5 | 2.        | 6. csoport · Ioan Pop (ROU) · 3–5 · Atilio Tass (ARG) · 5–2 · Jean-Paul Banos (CAN) · 5–4 · Csen Csin-csu (Chen Jinchu) (CHN) · 5–2                                                | 1.        | 1. csoport · John Zarno (GBR) · 5–4 · Richard Cohen (GBR) · 5–2 · Ioan Pop (ROU) · 5–4 · Peter Westbrook (USA) · 5–4 · Gianfranco Dalla Barba (ITA) · 3–5          | 2.        | Cornel Marin (ROU) · 10–4               | Steve Mormando (USA) · 10–9  |                                          |                             | Marin Mustaţă (ROU) · 10–8    | Marco Marin (ITA) · 4–10      | Bronzmérkőzés · Peter Westbrook (USA) · 5–10 | 4.       |
| Pierre Guichot                                                                           | Kard, egyéni      | 6. csoport · Jürgen Nolte (FRG) · 4–5 · Steve Mormando (USA) · 5–1 · Ildemaro Sánchez (VEN) · 5–1 · Mark Slade (GBR) · 5–3                                                    | 1.        | 5. csoport · Vang Zsuj-csi (Wang Ruiji) (CHN) · 4–5 · Olivier Martini (MON) · 5–1 · Mark Slade (GBR) · 5–3 · Marin Mustaţă (ROU) · 5–4                                             | 2.        | 3. csoport · Jürgen Nolte (FRG) · 4–5 · Ildemaro Sánchez (VEN) · 5–0 · Mike Lofton (USA) · 5–3 · Csen Csin-csu (Chen Jinchu) (CHN) · 5–2 · Marco Marin (ITA) · 5–2 | 1.        | Ioan Pop (ROU) · 3–10                   |                              | Csen Csin-csu (Chen Jinchu) (CHN) · 10–3 | Steve Mormando (USA) · 10–8 | Peter Westbrook (USA) · 8–10  | kiesett                       | kiesett                                      | 5.       |
| Frédéric Pietruszka Pascal Jolyot Patrick Groc Philippe Omnès Marc Cerboni               | Tőr, csapat       | 3. csoport · Ausztria (AUT) · 9–4 · Argentína (ARG) · 9–2 | 1.        | |           | |           |                                         |                              |                                          |                             | Kína (CHN) · 9–4              | Olaszország (ITA) · 7–9       | Ausztria (AUT) · 9–3                         |          |
| Philippe Boisse Jean-Michel Henry Olivier Lenglet Philippe Riboud Michel Salesse         | Párbajtőr, csapat | 1. csoport · Kína (CHN) · 9–1 · Egyesült Államok (USA) · 8 (59)–8 (59) · Szaúd-Arábia (KSA) · 9–0                                                                             | 1.        | |           | |           |                                         |                              |                                          |                             | Nagy-Britannia (GBR) · 9–3    | Olaszország (ITA) · 9–4       | NSZK (FRG) · 5–8                             |          |
| Jean-François Lamour Pierre Guichot Hervé Granger-Veyron Philippe Delrieu Franck Ducheix | Kard, csapat      | 1. csoport · NSZK (FRG) · 9–2 · Egyesült Államok (USA) · 9–4 · Kanada (CAN) · 9–5                                                                                             | 1.        | |           | |           |                                         |                              |                                          |                             | erőnyerő                      | Románia (ROU) · 9–4           | Olaszország (ITA) · 3–9                      |          |

Női
| Versenyző                                                                                                 | Versenyszám | Selejtező | Selejtező | Selejtező | Selejtező | Selejtező | Selejtező | Főtábla                        | Főtábla                             | Vigaszág                           | Vigaszág                                  | Negyeddöntő                         | Elődöntő            | Döntő                                   | Helyezés |
| Versenyző                                                                                                 | Versenyszám | 1. kör | 1. kör    | 2. kör | 2. kör    | 3. kör | 3. kör    | 1. kör                         | 2. kör                              | 1. kör                             | 2. kör                                    | Negyeddöntő                         | Elődöntő            | Döntő                                   | Helyezés |
| Versenyző                                                                                                 | Versenyszám | Ellenfél Eredmény | Hely.     | Ellenfél Eredmény | Hely.     | Ellenfél Eredmény | Hely.     | Ellenfél Eredmény              | Ellenfél Eredmény                   | Ellenfél Eredmény                  | Ellenfél Eredmény                         | Ellenfél Eredmény                   | Ellenfél Eredmény   | Ellenfél Eredmény                       | Helyezés |
| --- | ----------- | --- | --------- | --- | --------- | --- | --------- | ------------------------------ | ----------------------------------- | ---------------------------------- | ----------------------------------------- | ----------------------------------- | ------------------- | --------------------------------------- | -------- |
| Véronique Brouquier                                                                                       | Tőr, egyéni | 6. csoport · Margherita Zalaffi (ITA) · 3–5 · Sheila Viard (HAI) · 5–2 · Silvana Giancola (ARG) · 5–1 · Mijahara Mieko (JPN) · 5–1 · Fiona McIntosh (GBR) · 5–2 · Lydia Czuckermann-Hatuel (ISR) · 4–5     | 2.        | 2. csoport · Oikava Azusza (JPN) · 5–1 · Debra Waples (USA) · 5–3 · Fiona McIntosh (GBR) · 5–2 · Luan Csü-csie (Luan Jujie) (CHN) · 3–5 | 2.        | 4. csoport · Liz Thurley (GBR) · 4–5 · Vincent Bradford (USA) · 5–1 · Marcela Moldovan-Zsak (ROU) · 5–2 · Kerstin Palm (SWE) · 5–3 · Cornelia Hanisch (FRG) · 5–4                         | 1.        | Liz Thurley (GBR) · 8–3        | Cornelia Hanisch (FRG) · 6–8        |                                    | Csu Csing-jüan (Zhu Qingyuan) (CHN) · 8–7 | Dorina Vaccaroni (ITA) · 7–9        | kiesett             | kiesett                                 | 5.       |
| Laurence Modaine-Cessac                                                                                   | Tőr, egyéni | 5. csoport · Barbra Higgins (PAN) · 5–1 · Caroline Mitchell (CAN) · 5–2 · Oikava Azusza (JPN) · 5–3 · Li Hua-hua (Li Huahua) (CHN) · 5–3 · Carola Cicconetti (ITA) · 5–4 · Liz Thurley (GBR) · 5–1         | 1.        | 3. csoport · Helen Smith (AUS) · 5–2 · Kerstin Palm (SWE) · 5–1 · Aurora Dan (ROU) · 5–4 · Dorina Vaccaroni (ITA) · 0–5                 | 2.        | 2. csoport · Fiona McIntosh (GBR) · 5–4 · Christiane Weber (FRG) · 5–3 · Csu Csing-jüan (Zhu Qingyuan) (CHN) · 5–3 · Elisabeta Guzganu-Tufan (ROU) · 5–4 · Margherita Zalaffi (ITA) · 4–5 | 3.        | Margherita Zalaffi (ITA) · 8–7 | Elisabeta Guzganu-Tufan (ROU) · 4–8 |                                    | Linda Ann Martin (GBR) · 8–3              | Cornelia Hanisch (FRG) · 7–9        | kiesett             | kiesett                                 | 6.       |
| Brigitte Latrille-Gaudin                                                                                  | Tőr, egyéni | 3. csoport · Vincent Bradford (USA) · 2–5 · Maekava Mijuki (JPN) · 5–0 · María Alicia Sinigaglia (ARG) · 5–1 · Nili Drori (ISR) · 5–2 · Elisabeta Guzganu-Tufan (ROU) · 5–4 · Christiane Weber (FRG) · 5–3 | 1.        | 6. csoport · Jacynthe Poirier (CAN) · 5–4 · Vincent Bradford (USA) · 5–3 · Linda Ann Martin (GBR) · 5–2 · Christiane Weber (FRG) · 3–5  | 2.        | 1. csoport · Madeleine Philion (CAN) · 5–2 · O Szungszun (O Seung-Sun) (KOR) · 5–0 · Carola Cicconetti (ITA) · 5–3 · Sabine Bischoff (FRG) · 0–5 · Luan Csü-csie (Luan Jujie) (CHN) · 1–5 | 4.        | Dorina Vaccaroni (ITA) · 3–8   |                                     | Li Hua-hua (Li Huahua) (CHN) · 8–6 | Kerstin Palm (SWE) · 8–2                  | Elisabeta Guzganu-Tufan (ROU) · 3–8 | kiesett             | kiesett                                 | 8.       |
| Laurence Modaine-Cessac Pascale Trinquet-Hachin Brigitte Latrille-Gaudin Véronique Brouquier Anne Meygret | Tőr, csapat | 1. csoport · Egyesült Államok (USA) · 9–2 · Nagy-Britannia (GBR) · 9–3 | 1.        | |           | |           |                                |                                     |                                    |                                           | erőnyerő                            | Románia (ROU) · 7–8 | Bronzmérkőzés · Olaszország (ITA) · 9–7 |          |